# Carlo Giuseppe Piola Caselli
Carlo Giuseppe Piola Caselli (Alessandria, 12 settembre 1821 – Torino, 1º marzo 1881) è stato un generale italiano.

## Biografia

### I primi anni
Carlo Giuseppe Piola Caselli, figlio terzogenito del conte Antonio Piola e di donna Luigia Caselli (e fratello maggiore di Giuseppe Alessandro Piola Caselli), si firmava generalmente Carlo Piola Caselli, poiché una patente di Carlo Alberto (24 novembre 1837) aveva acconsentito l'unione del cognome materno, reso illustre dal prozio cardinale che aveva negoziato a Parigi il Concordato napoleonico del 1801.
Allievo nella Regia Militare Accademia, come si legge nello "Stato di Servizio", il 4 set. 1841 è nominato in essa sottotenente di fanteria, quindi il 23 agosto 1842 luogotenente nell'artiglieria ma, desiderando entrare nella cavalleria, come suo fratello maggiore conte Angelo, il 22 aprile 1845 è ammesso come sottotenente nel Novara, divenendo effettivo il 21 luglio 1846 ed aiutante maggiore nel medesimo reggimento.

### La Prima Guerra d'Indipendenza
Partecipando alla Prima Guerra d'Indipendenza, riceve una "menzione onorevole per essersi distinto nel fatto d'armi sotto Verona il 6 mag. 1848": per l'esattezza, si tratta dell'episodio di una settimana prima, del 28, 29 e 30 aprile, come risulta anche nell'"Elenco" conservato allo Stato Maggiore. Promosso capit. nel Reale Corpo di Stato Maggiore il 24 marzo 1849.
Con circ. dell'8 mag. 1849 va a far parte, come ufficiale di Stato Magg., del campo di esercitazioni indetto dal nuovo monarca, Vittorio Emanuele II ed affidato a suo fratello, il Duca di Genova, nel Canavese (dintorni di Nole, Cirié e San Maurizio). Il 6 mag. 1850 il min. Alfonso La Marmora dirama una circ. incoraggiante gli "scritti di ufficiali" nell'interesse dell'"Esercito dei Lumi", poi il 4 sett. impartisce le disposizioni relative alle esercitazioni annuali, nelle lande di San Maurizio, e gli vien comandato di coadiuvare, con Marazzani, il Capo di Stato Magg. cav. di San Martino, rispondendo con delle relazioni tecniche ai numerosi quesiti relativi a delle operazioni sul terreno. Nel 3º trimestre va in licenza ordinaria a Genova, dove suo padre è Intendente Generale, ritornandovi nuovamente dal 13 al 20 genn. 1851. Al rientro, redige con Colli di Felizzano dei dettagliati "Rapporti sulla visita di diversi stabilimenti del Corpo R. di Artigl." ed il 12 mag. 1854 delle "Considerazioni Militari sopra i terreni" del biellese, con altri dettagli topografici e sull'individuazione di un sito per esercitazioni ed osservazione. Intanto, il 6 ott. 1853 è morto Cesare Saluzzo e gli vengono decretate solenni esequie: Piola Caselli figura tra coloro che, sottoscrivendo, ricevono la medaglia in bronzo a ricordo. In questi anni ha degli interessanti scambi epistolari con Giuseppe Govone, anche quando questi si reca in Oriente, conservati al Museo del Risorgimento di Torino. Il 9 settembre 1854 sta per esser assegnato alla Brigata Pinerolo sennonché vien ritenuto più utile ai servizi geodetici in campagna.

### La Campagna di Crimea
In vista della partecipazione del Regno di Sardegna alla Campagna di Crimea, l'8 aprile 1855 viene incaricato dell'"Organizzazione del Treno d'Armata addetto al Corpo di Spedizione", provvedendo all'imbarco di esso a Genova ed allo sbarco a destinazione, che egli studia dettagliatamente, compilando anche delle tabelle. In quest'occasione vien distribuita dal Ministero della Guerra anche un'"Istruzione nel Servizio degli Ufficiali di Stato Magg. in tempo di guerra". Iniziando le operazioni con la partenza da Torino, inizia a scrivere un "Giornale a principiare dal 13 aprile" che denominiamo "Diario", il quale è conservato nel Museo Storico dei Bersaglieri di Porta Pia a Roma (donato con altri cimeli dal figlio gen. di Corpo d'Armata Renato, quando diverrà fondatore e presidente di esso). Dirige infatti le operazioni di sbarco a Balaclava e provvede alla messa in opera dei magazzini. Anche Alessandro La Marmora il 4 giu., poco prima di morire a causa del colera, gli affida l'incarico, tramite il fratello Alfonso, di far sbarcare i materiali d'ambulanza. Compila inoltre dal 18 lugl. in poi i frequenti Rapporti sulle operazioni d'assedio.
Confida nel suo Diario l'esame di una magnifica occasione perduta, per colpa del gen. francese Morris, comandante i Cacciatori d'Africa, mentre nel libro di Cristoforo Manfredi, La spedizione sarda in Crimea nel 1855-56, la critica appare molto velata. Tuttavia non manca di combattere valorosamente il 16 ag., nella battaglia della Cernaia, tanto da venir proposto per la med. d'arg. al v.m., "siccome quegli che le circostanze portarono che egli avesse a trovarsi più avanti degli altri nei momenti di maggior pericolo": verrà invece premiato dal Re con l'ambitissima onorificenza di cav. dell'Ordine Militare di Savoia. Il colera però continua a mietere vittime, un reggim. di scozzesi si deve accampare accanto ai sardi di rinforzo. Il 7 sett., durante una ricognizione con il gen. Charles Marie Joseph Marius de Salles, vien leggermente ferito da una palla di mitraglia alla mano sinistra e contuso alla gamba sinistra da un'altra "palla morta". Il mattino del 9 i russi fanno saltare il forte Paolo e la Quarantena, danno fuoco a vari edifici ed abbandonano Sebastopoli. Il 4 ott. vien tracciata la ferrovia da Balaklava a Kamara. Il 23 sacrificano anche il forte Ochakoff. Il 28 nov. è incaricato di sollecitare i lavori ferroviari e l'11 dic. di dirigerne l'esercizio. La Marmora parte per Parigi. La temperatura il 19 scende a -20°. Il Natale trascorre malinconicamente.
A metà gennaio disimpegna le funzioni di comand. del Quartier Generale Principale e di Capo di Stato Magg. addetto alla Bigata Provvisoria. Il 15 feb. accenna all'uso delle locomotive, in contrasto con quanto afferma Manfredi, che avrebbero funzionato male. Ha qualche disappunto poiché il capit. inglese Powel vorrebbe in questo periodo l'uso logistico esclusivo della ferrovia, ma fa presente che potrebbero palesarglisi delle urgenti necessità. Il 14 mar. finalmente vien concluso l'armistizio. Il 16 ritorna La Marmora sul Costituzione. Il 24 assiste alle corse ippiche, con e senza ostacoli, che egli ammira con delle punte di meraviglia, cui però il gen. Alexsander Nicolajewitsc von Lüders non partecipa. Il 2 apr. si ha conferma della pace e ciascuna delle 3 armate alleate saluta con una salva di 101 colpi. L'11 i russi acconsentono alla visita dell'altipiano fino ad Ischimil: ne scaturiscono interessantissime considerazioni tattiche. Il 14 gli alleati La Marmora, Pélissier e Codringtron si riuniscono sull'altipiano di Makenzi à déjuner, accolti da Lüders e da salve d'artiglieria. Il 17 firma, da Kadikoi, "Per il Capo di Stato Magg.". Il 18 La Marmora informa il Ministro che il principe Gortchacof è stato esonerato e sostituito da Lüders. Il 30 accompagna La Marmora e Codrington a visitare il campo di battaglia dell'Alma, svolgendo così nel Diario molte altre interessantissime considerazioni. Con Govone e Vittorio La Marmora è incaricato dei particolari dell'imbarco dei materiali, degli uomini, compreso il pittore Girolamo Induno, e dei quadrupedi. È testimone anche delle cortesie degli alleati verso La Marmora, dell'accoglienza da parte del sultano e dei ministri della Sublime Porta, visita alla quale partecipa anche lui, quindi delle ovazioni al rientro, alla Spezia, illuminata per l'occasione, che il gen. accoglie dalla scialuppa, essendo tutti in quarantena.
L'8 lugl. 1856 è nominato Capo di Stato Magg. della Sotto Div. Mil. di Novara. Il 2 lug. 1857 redige 
un "Rapporto sulla composizione e forza delle truppe austriache al campo di Somma", nei cui paraggi si è recato appositamente, cui seguono poi delle altre "Informazioni" raccolte da varie fonti. Queste osservazioni continuano ad esser redatte, con Giuseppe Govone e con il magg. Buraggi, anche per tutto l'arco del 1858, indirizzandole al proprio gen. Paolo Antonio De Cavero, intensificandole con l'anno nuovo. Il 9 genn. 1859 osserva anche le fortificazioni di Laveno. Il 13 va a Milano ed al ritorno il 19 espone delle "Notizie Politico-Militari" giudicate a margine "interessanti" anche se in qualche punto inesatte, per la difficoltà di avere un quadro completo e forse perché vien anche attuato un depistaggio avversario, ma lo Stato Magg. si avvale di diverse fonti a confronto. Si è rivolto a dei giovani patrizi, ma vien anche avvicinato da uno dei patrioti più accesi, probabilmente Enrico Dandolo (i nomi son coperti da riserbo nel caso in cui le carte, spesso in inchiostro simpatico, finissero intercettate o comunque spiate). Altre vengon considerate di poco interesse, mentre il "Rapporto sulla posizione delle truppe austriache in Lombardia" del 26 vien giudicato "interessante". Le sue "Notizie di Lombardia" del 6 feb. vengon annotate "importanti". In un allegato, i movimenti ferroviari delle truppe austriache. Sicuramente in campo austriaco si son fiutate le grosse sollecitazioni che vengon fatte a Napoleone III di intervenire in aiuto al Regno di Sardegna. Seguono altre relazioni il 18 e 28 feb. ed il 9 mar.
Il 12 mar. 1859 vien promosso magg. di Stato Magg. della Sotto Div. Mil. di Novara. Il 3 aprile, data l'urgenza, comunica direttamente al min. La Marmora "L'arrivo del 2º corpo d'Armata austriaco", che così assommerebbero a 5. Il 24 aprile diviene comand. del Quartier Generale Principale dell'Armata, che va quindi ad insediarsi a San Salvatore Monferrato, passando poi sotto il gen. Enrico Morozzo della Rocca.
Per ordine di Vittorio Emanuele II il gen. Morozzo della Rocca il 1º giugno lo invia al Quartier Generale Principale di Napoleone III, al quale reca delle carte topografiche, raggiungendo a cavallo la carrozza imperiale a Borgovercelli diretta a Novara, ma la missione s'incardina in colloqui con l'Imperatore dei francesi, essendo Piola Caselli un profondo conoscitore dei luoghi. Napoleone III lo invita a intrattenersi con lui a pranzo, quindi la mattina vanno insieme a cavallo a visitare le varie posizioni ed a ponderare attentamente il da farsi in base alle caratteristiche del territorio ed alle armate avversarie che incombono. È infatti un momento cruciale. Mettono artatamente insieme anche lo scambio di dispacci telegrafici tra il Re e l'Imperatore, per ingannare l'avversario, la cui chiave di scrittura gli è stata sicuramente data in mano prima di partire. Cosicché la battaglia di Palestro ha successo e Vittorio Emanuele II con Napoleone III entrano a Milano: Piola Caselli fa parte del seguito.
Con l'armistizio di Villafranca hanno fine le ostilità e nel medesimo giorno vien decorato della croce di cav. dell'Ordine dei SS. Maurizio e Lazzaro, "per gl'importanti e zelanti servigii ognora prestati durante il periodo della guerra", cui si aggiunge il plauso del Capo di Stato Magg. dell'Armata, gen. Alessandro Della Rovere. Dal 1° ag. diviene Capo di Stato Magg. della 5ª Div. Attiva di stanza a Salò, comandata dal gen. Domenico Cucchiari. Incarico molto delicato, non essendo ancora consolidata la pace e trovandosi l'Armata in un posto avanzato. Molte sono le licenze di convalescenza per i feriti gravi, specialmente nella giornata della battaglia di San Martino, dimessi dagli ospedali. Finalmente, un R.D., conferma la pace: ciò si riflette anche sull'amministrazione della giustizia penale. Nelle sue note caratteristiche desumiamo: "Il magg. cav. P.C. disimpegnò le funz. di comand. del Quartier Generale Principale. Attivo, intelligente, istruito nel serv. pratico mil., dotato di buon senso e criterio pratico, d'indole buona e conciliante, autorevole e risoluto","compì con molta lode lo spinoso suo ufficio a tale che S.M. il Re gli volle dare un contrassegno della particolare sua soddisfazione, conferendogli di moto proprio le insegne di cav. dell'Ord. Mauriziano".
Nel gennaio 1860 redige il "Rapporto sommario sull'andamento del servizio dei varii corpi della 5ª Div. durante la Campagna del 1859", in cui sintetizza ed analizza le varie relazioni pervenutegli.
Intanto l'esercito sardo ha occupato Modena ed è stato imbastito il plebiscito: il duca Francesco V d'Asburgo d'Este con sua moglie Aldegonda sono andati in esilio, con molto seguito, al castello del Catajo, presso Battaglia Terme. Il 20 gennaio Manfredo Fanti ha assunto il dicastero della Guerra. Gli ordini del giorno redatti da Piola Caselli, dapprima datati da Brescia, vengono poi emessi da Modena. Per il passaggio di Vittorio Emanuele II in questa città si predispone la truppa a tributargli gli onori: ufficiali a piedi ed a cavallo l'accolgono all'arrivo all'imbarcadero e così poi alla partenza.
Il 14 giu. è promosso luogoten. col. nel Real Corpo di Stato Magg.; poi una lettera del 25 ed un ordine del giorno di Cucchiari del 26 informano che è stato destinato Capo di Stato Magg. del 4ª Gran Comando in Bologna, un corpo d'armata assai prestigioso. Trovandosi Napoleone III a Chambéry per il passaggio della Savoia alla Francia, vien raggiunto da Luigi Farini e da Enrico Cialdini, che gli palesano l'intenzione di far scoppiare dei moti nelle Marche e nell'Umbria: non riescono a coinvolgerlo ma ottengono la laconica risposta, "Fate, ma fate presto"!

### Da Pesaro al Garigliano
Cialdini il 30 agosto, essendo passato per Torino, reca l'avviso di partenza da Bologna del 4º Corpo d'Armata. Quando il 7 settembre Garibaldi, avendo risalito la penisola, è giunto a Napoli, Vittorio Emanuele II ha nominato Manfredo Fanti comandante in capo delle truppe operative, affidando a Cialdini il 4º Corpo di spedizione nelle Marche ed a Morozzo della Rocca del 5° nell'Umbria. Piola Caselli è capo di Stato Maggiore dell'armata Cialdini e tale resterà sino al rientro a Bologna, dopo la presa di Messina. L'11 partecipa attivamente alla presa di Pesaro, governata dal famigerato mons. Bellà, nelle cui cantine rinvengono "Champagne" e "Bordeaux", che consentono di brindare alla grande al successo dell'impresa, e nelle scuderie magnifici cavalli. A Fano Cialdini ha un grave disappunto, apprendendo che la Divisione Cadorna è passata sotto gli ordini di Della Rocca e, anziché scendere a Senigallia, avrebbe proseguito per Foligno, risonandogli nella mente le parole di Napoleone III, di far presto.
Altra grana per Cialdini e quindi per Piola Caselli è l'arrivo del gen. Leotardi, nella sala del Gran Comando, il quale annuncia che le divisioni son giunte, ma non al completo, occorrendo occupare al più presto le posizioni di Osimo e di Castelfidardo. L'armata si mette comunque in marcia nella notte. Giunti sul posto, vi sono delle notizie contraddittorie circa i guadi, perciò Piola Caselli vien incaricato con il giovane ten. Orero di andare a fare delle verifiche, nella notte, ma si fa prendere, stranamente, dal sonno: è una strategia d'intesa con il suo generale, per far credere all'avversario che non abbiano cognizione del guado un poco più a monte. Quando la mattina, al risveglio, rientrano, Cialdini è di ottimo umore, aspetta infatti il nemico al varco e la battaglia di Castelfidardo del 18 settembre registra così un grande successo. Questo diversivo era stato descritto da vari autori, analizzato ma non chiarito a fondo, neppure dallo stesso Orero, avendo fatto parte del segreto strategico del vertice dell'armata. Lamorcière è in rotta mentre Pimodan, rimasto gravemente ferito, poco dopo, malgrado venga ricoverato, muore: Cialdini ordina che alla sua salma sian resi gli onori militari. Le note postume del sen. Finali e dello stesso Antonino di Prampero, il quale peraltro ha partecipato a queste azioni, che Cialdini non vi avrebbe avuto grande parte ed il successo sia stato dovuto in maniera "tolstoiana" al caso, sono abbastanza oziose, avendo avuto il generale il merito strategico di aver stretto i tempi per guadagnare una posizione di dominio.
Nella notte del 25-26 sulla lunetta di monte Scrima (fronte occupata dal 4º Corpo) son piazzati 12 cannoni che il 26 aprono il fuoco contro la cittadella ed il forte del Lazzaretto: Piola Caselli con Orero è alla testa del 6°, 7° e 12° Battagl. Bersagl., poi, sceso da cavallo, sguainata la spada, scendono di corsa verso il ripido pendìo, arrivando in due riprese a 400 m. dalle prime case di Borgo Pio. Presa la cittadina, lascia a Cadorna l'occupazione di essa e torna al Quartier Generale a Villa Leonardi. Piola Caselli il 3 ott. vien promosso colonnello nel corpo di Stato Magg. "per i buoni servigi resi durante tutta la campagna specialmente nella battaglia di Castelfidardo e per l'occupazione prima (per primo) di Borgo Pio". Allora Fanti, dato il brillante esito di queste azioni, uniti i due corpi d'armata, può investire Ancona, anche dal mare, con il concorso della flotta di Persano, cosicché Umbria e Marche passano in mano a Vittorio Emanuele II, il quale ora assume anche il comando supremo, inoltrandosi nel Regno delle Due Sicilie, senza dichiarazione di guerra, per congiungersi con Garibaldi, mentre Cavour giustifica l'azione presso le cancellerie europee con la necessità di sedare i disordini fomentati dai liberali!
I borbonici hanno scelto la linea di difesa del Volturmo, facendo cardine su Capua e Gaeta. Cialdini, coadiuvato da Piola Caselli, cerca di forzare: la sera del 19 l'avanguardia di Griffini, venuta da Roccaraso alle falde del Macerone, occupa quest'imponente baluardo della via per gli Abruzzi, prima di scendere nel piani di Venafro: nel combattimento del 20 il gen. Luigi Scotti Douglas è fatto prigioniero, così l'armata ha la via spianata per avanzare su Isernia e su Teano. Della presenza di Piola Caselli a Isernia è rimasta testimonianza, oltre che nella corrispondenza di guerra del "Perseveranza" anche nei ricordi del pittore e scrittore Gioacchino Toma, in Antologia di scrittori garibaldini, autore recensito anche da Benedetto Croce.
Essendo intenzione di Cialdini che il passaggio del Garigliano inizi nei prossimi giorni prima dell'alba, Piola Caselli va in ricognizione con Orero, affinché questi impari la strada da percorrere, ma, al ritorno, odono in una sala d'entrata delle voci concitate: è giunto dal Comando Supremo l'avviso che, l'indomani, senza attendere i pontieri, che arriverebbero in due giorni, e le condizioni favorevoli, avrà luogo, agli ordini del gen. Savoiroux, della riserva, un attacco frontale: cos'è accaduto? Che la corte al seguito di Vittorio Emanuele II, non avvezza alla guerra, ha fatto in modo di far stringere i tempi. Cialdini è giustamente furioso, ma non solo lui. L'idea balzana è che l'avversario si sarebbe spaventato dell'audacia, ma è inidoneo all'operazione quel mozzicone di ponte rimasto. Gli ordini in guerra, giusti o sbagliati, non si discutono: ci lasciano così la vita i soldati più gagliardi che si abbarbicano ad esso sfidando il destino. A Piola Caselli non rimane che spedire Orero a far avanzare i carri d'ambulanza. Finalmente quando arrivano i pontieri l'operazione può regolarizzarsi: il 3 nov. si passa il Garigliano. Cade Capua e si sfondano le resistenze borboniche a Mola di Gaeta.

### L'assedio delle cittadelle di Gaeta e di Messina
Il 5 nov. a Cialdini vien affidato il comando supremo per procedere all'assedio della piazzaforte di Gaeta. Piola Caselli continua ad essere il suo capo di Stato Magg.; l'assedio inizia ufficialmente il 13 nov., anche se già l'11 hanno luogo le ostilità contro i borbonici che tentano di raggiungerla. Il comando alloggia a Castellone di Gaeta (Formia), nella villa reale già del principe di Caposele, detta anche "di Cicerone". Suddivise le forze, Divisione Leotardi e Divisione Villamarina, argomento ben più spinoso rimane la questione di Terracina, in mano al Papa, ed i francesi che sono di nuovo, come già nel 1849, ossia 11 anni prima, zelantemente accorsi a difendere l'ultimo territorio del potere temporale. Tra gli assediati, oltre al re delle Due Sicilie Francesco II, ritiratosi in questo ultimo baluardo del suo regno, vi è anche sua moglie, la bella e vivace regina Maria Sofia, figlia dell'anticonformista re di Baviera e sorella dell'imperatrice d'Austria, la famosissima "Sissi". L'assedio assume quindi a volte anche dei toni cavallereschi, tra Cialdini e Vial: alla richiesta di indicare i luoghi da non colpire, ella fa rispondere regalmente di non preoccuparsi, premendole solo che il campanile di San Francesco non soffra: intanto, è sottinteso, per lei diviene un punto di riparo dalla traiettoria dei proiettili. Il 9 dic. corre voce che ella sia partita, invece rimarrà fino all'ultimo, anche quando serpeggerà il colera. Il 10 vi è una momentanea sospensione del fuoco da parte delle truppe assedianti. Però si palesa il fondato timore che la diplomazia intenda far temporeggiare fino alla primavera, in attesa che scoppi una nuova guerra con l'Austria. La flotta è immobilizzata, dalla presenza dei francesi che maneggiano. Cialdini, uomo d'azione, con la scusa di problemi di salute, scrive al min. Manfredo Fanti, rassegnando le proprie dimissioni, ovviamente non accolte.
L'8 genn. pomeriggio l'ammir. francese Barbier de Tinan propone ai contendenti una sospensione del fuoco, in attesa di un dispaccio da Parigi che, appena pervenuto, alle 9 di sera il Capo di Stato Magg., Piola Caselli, si reca al suo bordo a consegnarglielo: di conseguenza le ostilità vengono congelate sino al 19. Vi son però dei difetti formali, sui quali Napoleone III deve convenire con Vittorio Emanuele II, sotto l'abile regìa di Cavour. L'insofferenza di Cialdini continua, per cui il 19 invia il gen. Menabrea ed il col. Piola Caselli ad offrire agli assediati una resa onorevole, con tanto di onori militari: il brigadiere Marulli li riceve a bordo dell'Etna, che è in porto, quindi lasciatili in attesa si reca dal gen. Ritucci il quale, consultato Francesco II, la rifiuta nettamente, malgrado Menabrea insista almeno sull'attenta lettura delle clausole. 
Con la ripresa delle ostilità, volendo stringere Gaeta anche dal mare, Piola Caselli suggerisce di consultare il comandante Simone Pacoret di Saint Bon, il quale studia la messa a punto di unità a guisa di brulotti, cariche di 150 quintali di polvere, sistema poi non attuato per le troppe variabili casuali.
L'11 feb. un parlamentare borbonico domanda 15 giorni d'armistizio per trattare, ma Cialdini non molla la morsa, si dice disponibilissimo, non però alla cessazione del fuoco sino alla resa completa. La mattina dopo, verso mezzodì, giunge al Quartier Generale una Commissione Borbonica, composta del gen. Francesco Antonelli e da due altri ufficiali superiori, Roberto Pasca e Giovanni Delli Franci, incaricati di intavolare delle trattative con Luigi Federico Menabrea e Carlo Piola Caselli. Osano però porgere una lettera di lagnanze di Ritucci, cui Cialdini risponde, irato, per le rime, rinfrescandogli la memoria, nell'aver fatto di tutto per evitare ulteriore spargimento di sangue ed avendogli anche offerto dei soccorsi in neve, medicinali e sanguisughe; violò persino quella tregua di 60 ore stabilita per seppellire i morti, essendo così arrivato a conoscer anche il sentimento della diffidenza. Il 13, capita l'antifona, Ritucci vien sostituito con Milon. Nel pomeriggio del 13 finalmente, avuto luogo un altro incontro nella villa di Caposele, si firma la resa, controfirmata da Menabrea e da Piola Caselli per accettazione. Vien celebrata una messa per i caduti di ambo le parti.
Rimangono da espugnare solo la cittadella di Messina e la piazzaforte di Civitella del Tronto. Piola Caselli si deve occupare anche delle razioni per i soldati napoletani mandati prigionieri nelle isole di Ponza e di Ischia, in attesa di queste due capitolazioni, quindi parte con Cialdini a cingere d'assedio Messina. Qui è testimone del vivace alterco, poi appianato, tra il generale assediante ed il maresciallo Fergola, non mancando delle tinte da guerra psicologica, infine la cittadella il 13 mar. deve capitolare. Piola Caselli riceve da Cialdini una spada d'onore, che è conservata nel Museo di Porta Pia, insieme ad altri suoi cimeli. Il generale in capo ha una controversia con Persano, a causa del comandante del Rosolino Pilo che, per il maltempo, non è voluto partire immediatamente per recare al telegrafo in terraferma i dispacci per Cavour e per il Principe di Carignano. Quindi il corpo d'armata rientra a Mola di Gaeta ed infine a Bologna.

### La lotta al brigantaggio
Piola Caselli vien anche promosso comand. della Brigata Savona, quindi con R.D. del 1°giu. vien decorato con le insegne di commend. dell'Ordine Militare di Savoia, "per essersi distinto negli assedi di Gaeta e di Messina e in tutti i fatti d'armi, 13 feb. e 13 mar. 1861". A metà luglio Cialdini vien nominato Luogotenente del Re a Napoli e Piola Caselli lo segue, come brigadiere capo di Stato Magg. del 6ª Gran Comando, nella lotta al brigantaggio (fomentato da Francesco II e dall'intrepida Maria Sofia), mettendo in atto tutte le tecniche più sofisticate, come il muovere varie compagnie da una caserma all'altra, per far credere in un maggior contingente. La situazione, nelle campagne, è esplosiva, i notabili fanno le banderuole, secondo come spira il vento. Un manipolo di 45 tra bersaglieri e carabinieri viene circondato e catturato, quindi trucidato, mentre uno riesce a nascondersi in tempo. Cialdini, avuta la notizia, è furioso, in una scena alla Henry Miller come se fossero stati suoi figli, fa sapere a Piola Caselli "che non ordina, ma desidera" (il che, conoscendolo, ogni desiderio è un ordine!) che vengano inviati 400 uomini a vendicare l'oltraggio, mettendo a fuoco i paesi di Pontelandolfo e di Casalduni. Secondo lo storico Ferdinando Melchiorre Pulzella, cittadino onorario di queste due cittadine, che ha ricostruito attentamente queste giornate, si sarebbe esagerata la verità, tuttavia è innegabile che vi siano stati 15 morti durante quest'operazione di polizia, non oltre 1000 come con eccessiva passione molti scrivono.

Il generale con la moglie Teresa Costabili

Il 26 dic. Piola Caselli, già comandante della Brigata Savona, vien promosso maggior generale. Passato di presidio a Ferrara, si fidanza e quindi il 28 apr. 1862 si sposa con la giovane Teresa dei marchesi Costabili. Avendo perso i genitori quando era neonata, è stata allevata dal fratello di gran lunga maggiore e da sua cognata, Malvina Mosti Trotti Estense. Un fratello di Malvina, Tancredi, il quale prima del voltafaccia di Pio IX aveva fondato i Bersaglieri del Po, ed ha quindi poi rischiato il patibolo, è stato ai suoi ordini all'assedio di Gaeta. Passa quindi comandante interinale della Div. Mil. Territoriale di Ancona. Il 6 giu. 1863 vien decorato della croce di commend. dell'Ordine dei SS. Maurizio e Lazzaro ed il 12 ag. nasce ad Ancona sua figlia Maria Malvina. Tra il 1864 ed il 1865 deve fronteggiare le Mene Borboniche e poi da Ravenna i Nuovi tentativi del Partito d'Azione. Passa quindi a Forlì, dove il 5 giu. 1865 nasce sua figlia Marta.
Dal 3 mag. 1866, essendo a disposizione del Ministero della Guerra, Piola Caselli torna capo di Stato Magg. del 4º Corpo d'Armata di Cialdini a Bologna, il quale si trova in completo disaccordo con La Marmora: il gen. Petitti Baliani di Roreto, cercando di conciliare le loro posizioni, gli affida la diversione nel Veneto, offrendogli la carica di Capo di Stato Maggiore dell'Esercito, che rifiuta, non volendo condividere la responsabilità verso il nemico e verso il Paese. Petitti il 26 lo asseconda nell'idea di passare il Po con altre 4 divisioni mobilitate, su tre ponti, coadiuvato da Piola Caselli. Intanto, dal 5 è un susseguirsi per Piola Caselli di una raccolta di Informazioni d'oltre Po, che riceve a Bologna dal capitano Carenzi da Ferrara, tuttavia l'arco delle osservazioni arriva fino ad Udine ed al Tirolo: strade, fiumi, canali, chiuse, eventuali allagamenti, movimenti di truppe e di vettovagliamenti, anche su ferrovia, fortificazioni militari, collaboratori. L11 giu. controfirma un ordine del giorno operativo. Cialdini quando si accinge a passare il Po, il 25 giu., vien informato della sconfitta di La Marmora a Custoza, perciò tiene con i suoi generali il consiglio di Bondeno ed avvia le sue div. su Modena, poi il 29 incontra La Marmora a Parma e decidono che, mentre questi il 5 lugl. avrebbe sferrato l'offensiva sull'Oglio, egli avrebbe attaccato Borgoforte ma, il 3, l'esercito prussiano sconfigge gli austriaci a Koniggratz (Sadowa). La sera del 7 le 7 div. del 4º Corpo d'Armata si riuniscono nei pressi di Sermide (Mantova) e passano il Po su tre ponti disposti l'8, l'11 giungono a Rovigo e poco dopo all'Adige: Cialdini ha il compito di avanzare con 100.000 uomini mentre Vittorio Emanuele II con La Marmora ed altri 70.000 uomini sarebbe stato in osservazione, a presidio delle fortezze e ad assicurare la linea delle operazioni. Ma a nulla valgono le vittorie del 21 di Garibaldi a Bezzecca e del 24 di Cadorna a Palmanova, essendoci stato il 20 lo smacco di Lissa, inoltre il 21 Austria e Prussia, senza che questa informi l'Italia, concludono un armistizio, la cui notizia arriva il 24 e Cialdini va su tutte le furie, persino con il Re, cosicché la tregua vien dapprima prolungata all'11 ag. e poi al 3 ott.; il 24 ag. tuttavia già risulta in corso lo scioglimento del Corpo di Spedizione.

### Capo di Stato Maggiore dell'Esercito
Per R.D. il 24 ag. è nominato sottocapo di Stato Maggiore, a disposizione del Ministero della Guerra; pochi giorni dopo, il 29, diviene Capo di Stato Maggiore dell'Esercito, a Firenze: in questo periodo intreccia dei dispacci telegrafici anche con Cialdini, che è residente a Stra. Finalmente il 16 ott. Vittorio Emanuele II firma lo scioglimento per il 22 del Comando Supremo. Piola Caselli declina, sia pure con tatto, l'offerta di divenire aiutante di campo del Re, ritenendo tale carica troppo dispendiosa per chi abbia famiglia: preferirebbe un comando di divisione, cosicché il 18 ott. gli viene affidata quella di Livorno, città nella quale nascono i suoi due figli maschi, il 14 nov. 1866 Renato, che diventerà un brillante generale, distinguendosi nella Prima Guerra Mondiale, ed il 2 mar. 1868 Eduardo, che diverrà un famoso giurista, magistrato e consigliere di Re Fouad.

### Il confine con lo Stato Pontificio
Nel 1867 deve presidiare la confinante frontiera pontificia, da Orbetello alla Sforzesca, dalle infiltrazioni capeggiate da Menotti Garibaldi, essendovi ancora di mezzo i francesi, malgrado la Convenzione di Settembre del 1864, secondo cui essi si sarebbero dovuti ritirare nel giro di due anni. Pratica anche dei sopralluoghi personali, relazionandone il ministro della guerra, il gen. Genova Giovanni Thaon di Revel, non mancando di evidenziare anche i maneggi prussiani e palesando la preoccupazione che degli insorti potrebbero inalberare altra bandiera che non quella nazionale. Secondo la Convenzione l'esercito italiano non può intervenire su Roma se non in caso di una sommossa popolare, ecco perché la dura prevenzione che costa la vita, tra gli altri, a Giuditta Tavani Arquati; secondo lo stesso protocollo, i francesi non sarebbero dovuti intervenire, lo fanno con la scusa della difficoltà dell'esercito italiano di controllare e preservare integralmente la frontiera dello Stato Pontificio. Molti rapporti vengono girati al presidente del consiglio, Urbano Rattazzi, il quale incarica il gen. Giuseppe Govone, dal 1° ag. capo di Stato Magg. dell'Esercito, di studiare un'eventuale spedizione su Roma, la quale non può aver luogo per le scialbe scintille rivoluzionarie, che neppure gli eventi eroici di Villa Glori né Garibaldi a Monterotondo e Mentana riescono a render vivide. Si sa infatti che si fanno correre delle voci di rivoluzione a Roma, per indurre l'esercito ad intervenire, ma occorre vagliarle con la massima prudenza, per evitare un putiferio internazionale. Il 19 ott., non avendo Vittorio Emanuele II acconsentito all'idea di Rattazzi di occupare lo Stato Pontificio, senza un'intesa con Napoleone III, il governo si dimette, il Re incarica allora dapprima Cialdini di formarne uno nuovo, che non ci riesce, quindi Menabrea, che si insedia dal 27.
Dalle lettere del 4 e dell'11 di Piola Caselli a Govone, traspira assai evidente la crisi dell'Italia ed addirittura l'aria di guerra con la Francia, qualora essa faccia precipitare le cose. Con il nuovo ministro della guerra, Ettore Bertolè Viale, si accolgono circa 800 ex-volontari garibaldini che vengono consegnati dalle autorità francesi.
Nino Bixio, a Perugia, vorrebbe avere il comando della Div. di Livorno, località molto più idonea per far studiare i figli e poco lontana da Genova, Cialdini lo vorrebbe accontentare ma non vuole scontentare Piola Caselli, che il 26 sett. 1869 accetta quella di Brescia ed in pari data vien esonerato dal comando della 5ª Div. Attiva. Govone, divenuto min. della guerra, lo interpella su un ufficiale, ed egli sfodera alcune interessanti considerazioni sul comando delle unità; in un'altra svolge delle considerazioni sulle mene repubblicane infiltratesi nell'esercito; Govone nel governo Lanza deve affrontare il grosso problema di ridurre le spese militari e ne discutono epistolarmente insieme. Lo stesso Cialdini è insorto a difenderne, come sempre, il budget. L'esercito è minacciato da grosse tensioni repubblicane, dopo i fatti di Pavia e la conseguente condanna di Pietro Barsanti. Poi scoppia il conflitto franco-prussiano e si deve dissuadere Vittorio Emanuele II ad intervenire a favore di Napoleone III, che ormai è diventato inviso agli italiani. Alla fine Govone si dimette, Piola Caselli gli scrive una lettera consolatoria, avendo anche appreso della sua salute dissestata, ma malgrado ciò il caro amico di sempre arriva al suicidio, pochi giorni prima della sconfitta napoleonica di Sédan e la conseguente via libera per occupare Roma.

### La promozione a luogotenente generale
L'11 dic, 1870 è promosso luogotenente generale ed il 24 diviene membro del Comitato delle Armi di Linea. Il 18 feb. 1871 nasce a Torino sua figlia Alda, la quale sposerà l'Ing. Paolo Orlando, il figlio del fondatore del cantiere navale di Livorno. Il 18 apr.1872 diviene comand. gen. di div. attiva, il 30 comand. gen. della 2ª Div. d'Istruzione, poi l'11 ott. 1872 è a disposizione del presidente del "Comitato delle Armi di Linea".
Il 9 gen. 1873 Napoleone III muore in esilio a Chislehurst, vicino a Londra, e Piola Caselli vien inviato in missione ad assistere ai funerali a nome dell'Esercito italiano. Il 1° mag. 1873 Lanza si dimette a causa del progetto di elevare le spese militari per un arsenale a Taranto e subentra Minghetti, il quale cadrà sulla "tassa sul macinato". Il 13 lugl. 1873 muore prematuramente suo fratello Angelo, in seguito alle ferite riportate nella Seconda Guerra d'Indipendenza, anch'egli decorato della croce di cav. dell'Ordine Militare di Savoia.
Con R.D. il 1° dic. 1873 vien nominato comand. della Div. Mil. Territoriale di Firenze, poi il 30 vien decorato della croce di grand'uff. dell'Ordine della Corona d'Italia. A Firenze agevola gli esperimenti di Paolo Gorini ma manca poco che questi lo metta nei guai, rilasciandogli il locale della cavallerizza ingombro e soprattutto conciato in maniera indecente, tanto che deve ricorrere all'influenza di Ubaldino Peruzzi. Agevola, prestandogli delle armi obsolete, anche il pittore brasiliano Pedro Américo de Figueiredo e Melo, intento a dipingere la battaglia di Avay, nella quale è stato sconfitto Francisco Solano Lopez. Nel 1875, essendo morto qualche anno prima, nel 1868, loro padre, i Piola Caselli devono regolare la liquidazione del teatro Scribe, di Torino, caduto in disuso con il trasferimento della capitale prima a Firenze e poi a Roma, salvo la quota a parte di proprietà della moglie di suo fratello Luigi, Carolina Heldevier. L'11 lugl. 1876 dal comando generale di Firenze scrive dubbiosamente al segr. gen. del ministero della guerra a Roma, in merito alla Propaganda internazionale, per una lettera di Francesco Natta che si ritiene fatta recapitare a Carrara tramite un soldato.

### Comandante del Corpo d'Armata di Bari
Il 10 giu. 1877 molti generali si ritrovano a Torino per la solenne cerimonia dello scoprimento del grande monumento in memoria del duca Ferdinando di Savoia-Genova, il fratello del Re, l'eroe della Bicocca, eseguito da Alfonso Balzico. Vien notato che Piola Caselli si mostra sofferente, ma egli, in partenza per Bari, dove, nominato il 17 mag. 1877, sta per assumere il comando del 9º Corpo d'Armata, assicura poi in una lettera a Giacomo Medici di sentirsi fisicamente bene, era molto contrito per la perdita di una figlioletta alla quale era molto affezionato. Non si capisce se la richiesta di una licenza breve del soldato Guglielmo Baldari, peraltro di ineccepibile condotta militare, voglia essere una provocazione, avendo egli scritto che i suoi immediati superiori non gliela vogliano concedere per le sue idee politiche. Il 9 gen. 1878 muore Vittorio Emanuele II e gli succede il figlio, Umberto I. Il 30 mag. 1878 vien decorato della gr. cr. dell'Ordine della Corona d'Italia. Una circolare ministeriale ai 10 corpi d'armata segnala che anche la propaganda politico-cattolica si faccia sentire nelle file dell'esercito, specialmente negli ospedali militari, dove operano frati e suore. Il 15 nov. riceve le Loro Maestà Umberto e Margherita, in visita ufficiale alla città di Bari.

### Gli ultimi anni
Con R.D. del 12 gen. 1879 cessa dal comando per motivi di salute, rimanendo a disposizione, poi con R.D. del 29 ag. 1880 se ne dichiara il collocamento a riposo, venendo iscritto negli ufficiali di riserva del suo grado. Il 1° mar. 1881 muore prematuramente a Torino.

## Onorificenze
- Menzione onorevole
- Cav. dell'Ordine Militare di Savoia
- Commend. dell'Ordine Militare di Savoia
- Cav. dell'Ordine dei SS. Maurizio e Lazzaro
- Commend. dell'Ord. dei SS. Maurizio e Lazzaro
- Med. R.D. 4 mar. 1865 per le guerre combattute, fascette 1848, 1849, 1859, 1860-61
- Fascetta per la campagna 1866 alla Medaglia Commemorativa Italiana
- Grand'Uff. dell'Ord. dei SS. Maurizio e Lazzaro
- Commend. dell'Ord. della Corona d'Italia
- Grand'Uff. dell'Ord. della Corona d'Italia
- Gran Croce dell'Ordine della Corona d'Italia
- Sciabola con scritto: Assalto a Sebastopoli 8.9.1855
- Spada d'Onore 1861

### Fonti archivistiche
- Firenze, Biblioteca Nazionale, Carte Ubaldino Peruzzi
- Milano, Archivio Bertani
- Ravenna, Biblioteca Classense, fondo Luigi Rava, carte Farini
- Roma, Ministero Difesa, Ufficio Generali
- Roma, Archivio dell'Ufficio Storico dello Stato Maggiore dell'Esercito, G-1, G-3, G-11, G-12, G-13, G 14-18, G-17, G-24, G-25, G-26, G-27, L-9.1
- Roma, Vittoriano, Museo Centrale del Risorgimento
- Torino, Archivio di Stato
- Torino, Museo del Risorgimento

### Iconografia
- Cesena, Biblioteca Malatestiana
- Milano, Castello Sforzesco
- Roma, Museo dei Bersaglieri
- Roma, Archivio Ufficio Storico Stato Maggiore Difesa
- Roma, Archivio Piola Caselli